# Haliplus flavicollis
Haliplus flavicollis es una especie de escarabajo acuático del género Haliplus, familia Haliplidae. Fue descrita científicamente por Sturm en 1834.
Esta especie habita en Países Bajos, Reino Unido, Bélgica, Dinamarca, Francia, Alemania, Suecia, Suiza, Noruega, Austria, Estonia, Finlandia, Irlanda, Luxemburgo, Polonia, Italia, Rusia y Letonia.